# 真紹
真紹（しんしょう / しんじょう、延暦16年（797年） - 貞観15年7月7日（873年8月3日））は、平安時代前期の真言宗の僧。俗姓は池上氏。禅林寺僧都、石山僧都とも称される。

## 生涯
弘法大師空海に師事して真言密教を学んだ。843年（承和10年）東寺（教王護国寺）の実恵阿闍梨から灌頂を受け、日本真言宗の第3番目の阿闍梨となった。847年（承和14年）東寺二長者となり、その後853年（仁寿3年）京都東山に（永観堂）禅林寺を建立し、863年（貞観5年）禅林寺は清和天皇によって定額寺となった。甥の宗叡に付法し、873年（貞観15年）、77歳で死去した。